# Ánh sáng Tinley Park
Ánh sáng Tinley Park đề cập đến bốn lần chứng kiến UFO hàng loạt xảy ra vào các năm 2004 (tháng 8 và tháng 10), 2005 (tháng 10) và 2006 (tháng 10), tại Tinley Park và Oak Park, Chicago (Illinois). Trong những trường hợp như vậy, các nhân chứng đã trông thấy ba luồng ánh sáng, hình cầu và có màu đỏ tươi đến đỏ cam, bay theo hình tam giác và di chuyển chậm rãi trên bầu trời đêm mà không phát ra tiếng động nào.

## Diễn biến
Lần nhìn thấy UFO đầu tiên diễn ra vào ngày 21 tháng 8 năm 2004 lúc 10:30 tối, khi kết thúc buổi hòa nhạc của nghệ sĩ Ozzy Osbourne; ánh sáng đã được một số nhân chứng nhìn thấy và cũng được chụp ảnh và quay phim. Lần nhìn thấy UFO thứ hai xảy ra sau 71 ngày, vào khoảng 8 giờ tối ngày 31 tháng 10; do một số nhân chứng, trẻ em và người lớn xung quanh bữa tiệc ngày lễ Halloween tận mắt chứng kiến. Những luồng sáng xuất hiện trở lại sau đó vào ngày 1 tháng 10 năm 2005 lúc 1.10 giờ sáng và cũng trong dịp này, một số nhân chứng đã quan sát thấy rõ ánh sáng ở cự ly gần. Một vụ chứng kiến khác xảy ra vào ngày 31 tháng 10 năm 2006 vào khoảng 8 giờ tối, rồi lại thêm một lần nữa vào dịp Halloween.
Lời khai của những vụ chứng kiến khác nhau ở một số chi tiết. Lời kể của nhân chứng có thể được chia thành hai nhóm chính: nhóm thứ nhất, có những người cho rằng luồng sáng này dường như luôn nằm trong đội hình tam giác chặt chẽ, như thể chúng được cố định ở các đỉnh của một vật thể hình tam giác lớn, không được chiếu sáng (một vật thể thuộc dạng UFO hình tam giác đen); thứ hai thuộc về những người cảm nhận các chuyển động độc lập, như thể ánh sáng phát ra từ ba vật thể khác nhau. Một số nhân chứng cũng cho biết họ đã nhìn thấy những loại máy bay thông thường (máy bay và trực thăng) di chuyển theo vòng tròn trong vùng lân cận xuất hiện thứ ánh sáng này.
Những luồng sáng tương tự từng được nhìn thấy trước đây ở Tinley Park, cũng có ở nhiều nơi trên lục địa Mỹ bao gồm British Columbia và khắp vùng Tây Bắc, cũng như ở Texas. Vài ngày sau, hai nhóm ba bóng sáng lại được nhiều người dân nhìn thấy ở Úc.
Vụ chứng kiến UFO này theo nhận định là một trong những lần nhìn thấy UFO được ghi lại nhiều nhất trong số những trường hợp quan sát thấy UFO gần đây ở nước Mỹ.

## Truyền thông vào cuộc
Sự kiện gây xôn xao dư luận này liền được giới truyền thông địa phương đưa tin như tờ báo Chicago Sun-Times và sau đó là Tạp chí Chicago vào tháng 3 năm 2007. Chương trình radio Coast to Coast AM thuộc mạng lưới Premiere Radio Networks dành hẳn tập thứ sáu ngày 3 tháng 12 năm 2004 để bàn về sự kiện này với sự tham gia của Peter Davenport, giám đốc NUFORC. Chủ nhật ngày 18 tháng 5 năm 2008, chương trình tin tức hàng tuần Dateline NBC của đài NBC đã phát sóng tập phim "10 Close Encounters Caught on Tape", có nhắc đến hiện tượng Tinley Park, được mệnh danh là "Tam giác Tinley Park" dựa theo quan điểm số 3 của họ. Ngày 29 tháng 10 năm 2008, kênh History Channel còn đưa tin về sự kiện này trong chương trình "UFO Hunters", có tiến hành sự phân tích cảnh quay của các vụ chứng kiến. Nhằm làm sáng tỏ hành vi của những vật thể lạ này, người tổ chức chương trình đã sử dụng vị trí GPS của phim, góc nâng của ánh sáng so với đường chân trời và chuyển động của luồng sáng này. Kết luận là ánh sáng chuyển động đồng thời và rất có thể được kết nối với nhau. Thông qua các góc nhìn tương đối của các video, được quay từ những nơi khác nhau, họ ước tính rằng kích thước của vật thể giả định kết nối chúng có chiều rộng gần 750 feet (khoảng 225 mét).

## Điều tra chính thức
Không có cuộc điều tra chính thức nào đáng kể của FAA (Cục Hàng không Liên bang Mỹ) và giới chức trách về sự kiện Tinley Park, cũng không có bất kỳ mối quan tâm đặc biệt nào đến sự an toàn của công chúng, thể hiện ở hậu quả của biến cố này, mặc dù sự hiện diện của chướng ngại vật tiềm ẩn trong một trung tâm thương mại được giám sát nghiêm ngặt, nơi mà sự biến động dao động của các chướng ngại vật cần được cơ quan thực thi pháp luật giải quyết rất nghiêm túc. Cảnh sát trưởng Tinley Park cho biết sở cảnh sát địa phương đã nhận được bản báo cáo của nhân chứng nhưng chưa bắt đầu tiến hành bất kỳ cuộc điều tra nào về hiện tượng này.
FAA không công khai các dấu vết radar bất ngờ hoặc không liên quan sau các sự kiện; điều này dẫn đến loại trừ khả năng chúng là máy bay hoặc trực thăng thông thường.

## Giải thích
Giả thuyết ban đầu được nhiều người đề cao cho rằng vụ Ánh sáng Tinley Park gắn liền với Chicago Air Water Show, một sự kiện hàng không diễn ra hàng năm từ ngày 20 đến ngày 22 tháng 8; tuy vậy do không có loại đèn định vị cần thiết và các đặc điểm rõ ràng là khác thường của vật thể lạ này, xem ra đây không phải là loại máy bay thông thường.
Một giả thuyết khác nữa cho rằng luồng sáng này chính là pháo sáng quân sự; nguồn ánh sáng cháy gắn vào dù được thiết kế để chiếu sáng các mục tiêu mặt đất, đôi khi được nhìn thấy ở nơi máy bay của không quân đang hoạt động. Loại pháo sáng được giới nghiên cứu UFO cho là thủ phạm chính tiềm tàng cho trường hợp Ánh sáng Phoenix năm 1997 tương tự nhưng được công bố rộng hơn nhiều để báo hiệu pháo sáng. Hơn nữa, cảnh quay video dường như gợi ý sự kết nối bền vững giữa ánh sáng này, trong bất kỳ trường hợp nào trong sự kiện cũng di chuyển theo cách thức không tương thích với những vật thể lạ bị trọng lực ràng buộc mà chuyển động của chúng bị dù làm chậm lại.
Cũng cần phải xem xét rằng những đội máy bay bay qua những vùng ngoại ô dày đặc này của Chicago là một phần của khu vực hoạt động liền kề, nằm trong vùng lân cận của hai sân bay lớn, Sân bay quốc tế Chicago Midway và Sân bay quốc tế O'Hare (một trong những sân bay bận rộn nhất trên thế giới). Mật độ giao thông dày đặc của vùng trời thương mại này khiến việc lập lịch trình các cuộc tập trận quân sự (dưới bất kỳ hình thức nào) trở nên khó khăn và rủi ro, đặc biệt là liên quan đến việc chiếu sáng các mục tiêu trên mặt đất trong khu vực đô thị. Tuy nhiên, Ted Acworth, một người đóng góp cho chương trình UFO Hunters, đã kiểm tra khả năng này bằng cách tới hỏi thăm Căn cứ Không quân Scott và chẳng có bằng chứng về bất kỳ hoạt động quân sự nào trong khu vực này vào tối ngày 21 tháng 8 và ngày 31 tháng 10 năm 2004.
Sự lơ lửng trên bầu trời của các vật thể phát sáng có thể được coi là một trò lừa bịp nhằm giải thích hiện tượng này, đặc biệt là vì hai biểu hiện của vụ này xảy ra vào đêm trước Halloween, ngày lễ tốt lành được đặc trưng bởi sự hiện diện của những kẻ chơi khăm, trong khi hai sự kiện khác xảy ra trong ngày thứ bảy. Một số người hoài nghi đã chỉ ra rằng mô phỏng UFO bằng cách sử dụng bóng bay làm bằng túi nhựa và nến hoặc lồng đèn là một thực tế rất phổ biến. Giả thuyết về những chiếc lồng đèn treo trên bóng bay được một số nhân chứng tán thành và số khác bác bỏ. Theo Sam Maranto, một nhà nghiên cứu UFO của MUFON, đã bỏ thời gian nghiên cứu trường hợp này, đây không phải là trò lừa bịp có tổ chức qua việc sử dụng bóng bay, điều này sẽ không phù hợp với thời lượng và phương pháp chứng kiến. Màu đỏ của lồng đèn cũng dẫn đến việc loại trừ giả thuyết về một chiếc khinh khí cầu như vài nhân chứng đề xuất. Nhiều phim và ảnh chụp các vật thể, cùng với sự hỗ trợ của các nhân chứng về hành vi của vật thể lạ này, còn cho thấy rằng trường hợp này không phải là sự nhầm lẫn thiên thể (sao hoặc hành tinh) hoặc các hiện tượng tự nhiên khác. MUFON đã liên hệ với Cục Khí tượng Quốc gia (NWS), cơ quan này loại trừ giả thuyết về hiện tượng khí tượng; đồng thời tới phỏng vấn Mark Hammergren, nhà thiên văn học và giám đốc của Cung thiên văn Adler ở Chicago, kiên quyết loại trừ giả thuyết đó là thiên thạch hoặc vệ tinh nhân tạo; Theo nhà thiên văn học, sự xuất hiện của ánh sáng này cũng dẫn đến việc bác bỏ giả thuyết về những chiếc đèn lồng bay hoặc ngọn nến treo trên bóng bay. Nhà nghiên cứu UFO Mark Rodeghier, giám đốc CUFOS, không loại trừ hoàn toàn khả năng chúng có thể là vật thể nhân tạo như bóng bay, nhưng không chắc chúng có thể di chuyển theo đội hình lớn như vậy (hơn 200 mét) trong khi vẫn giữ nguyên vị trí. Rodeghier cho biết sẽ cần nhiều thông tin hơn những gì hiện có để đưa ra phán đoán chính xác về sự kiện này.
Nhà nghiên cứu theo chủ nghĩa hoài nghi Tim Printy đã tìm thấy một số điểm tương đồng giữa vụ Ánh sáng Tinley Park và sự kiện UFO ở Morristown năm 2009, nơi một số luồng sáng bí ẩn được quan sát trên bầu trời hóa ra là một trò bịp (được tổ chức bằng cách sử dụng lồng đèn và bóng bay), điều này mãi về sau mới được ban tổ chức thú nhận; trong trường hợp của Tinley Park, không ai thừa nhận đã ném bóng bay, vì vậy giới nghiên cứu UFO xác nhận trường hợp này có thể giữ nguyên lập luận của họ. Printy cũng lên tiếng rằng ông không thấy phân tích của các nhà UFO học thuyết phục những người tin rằng loại lồng đèn này được gắn vào một vật thể hình tam giác. Nhà UFO học hoài nghi Martin Kottmeyer còn ủng hộ giả thuyết về bóng bay, cho rằng trong trường hợp này họ mang đèn LED để thay thế lồng đèn. Kottmeyer cũng không thấy thuyết phục trước phân tích về bóng đèn của UFO Hunters.
Dù có nhiều giả thuyết khác nhau, nhưng không ai đưa ra được kết luận chính xác nào và nguồn gốc của vật thể lạ trong trường hợp này vẫn chưa được biết đến hiện nay.